# Rood-rode coalitie
Een rood-rode coalitie is het samenwerken van twee politieke partijen met de kleur rood. In de praktijk komt dit meestal neer op een coalitie van twee socialistische partijen, eventueel met een communistische partij. De term is vooral in Duitsland in gebruik. 

## België
In 2018 werd in de Oost-Vlaamse havengemeente Zelzate een coalitie gesmeed tussen de sociaaldemocratische sp.a en de marxistische PVDA. De term 'rood-rode coalitie' is niet in gebruik in België.

## Duitsland
In Duitsland slaat de coalitie specifiek op een verbond tussen SPD en Die Linke (vroeger PDS). Een dergelijke samenwerking is normaal gesproken alleen mogelijk in een van de oostelijke deelstaten. In de DDR was de communistische SED de enige partij waarop men kon stemmen. Na de Duitse hereniging bleef de extreemlinkse PDS hoog scoren, waardoor rood-rode coalities mogelijk werden. In de westelijke deelstaten is zo'n coalitie eigenlijk nooit mogelijk, aangezien Die Linke daar weinig stemmen behaalt. 
Een samenwerking kwam voor het eerst tot stand in 1994 in Saksen-Anhalt. Hierbij moet aangemerkt worden dat het ging om een rood-groene coalitie van SPD en Bündnis 90/Die Grünen, waarbij steun van de PDS werd getolereerd. Een SPD-minderheidsregering met getolereerde steun van de PDS wordt ook wel het Maagdenburgse Model genoemd. 
De eerste rood-rode coalitie ontstond in 1998 in Mecklenburg-Voor-Pommeren. Dat gebeurde voor twee achtereenvolgende regeringsperiodes. Ook Berlijn (2002–2011) en Brandenburg (2009–2019) werden in zulk een constellatie geregeerd. In 2021 kwam in Mecklenburg-Voor-Pommeren opnieuw een rood-rode regering aan de macht.
| Termijn    | Deelstaat                 | Minister-president                                                   | Zetelverdeling       | Meerderheid     |
| ---------- | ------------------------- | -------------------------------------------------------------------- | -------------------- | --------------- |
| 1998–2003  | Mecklenburg-Voor-Pommeren | Harald Ringstorff (SPD)                                              | SPD (27), PDS (20)   | 47 / 71 zetels  |
| 2002–2006  | Berlijn                   | Klaus Wowereit (SPD)                                                 | SPD (44), PDS (33)   | 77 / 141 zetels |
| 2003–2008  | Mecklenburg-Voor-Pommeren | Harald Ringstorff (SPD)                                              | SPD (33), Linke (13) | 46 / 71 zetels  |
| 2006–2011  | Berlijn                   | Klaus Wowereit (SPD)                                                 | SPD (53), Linke (23) | 76 / 149 zetels |
| 2009–2014  | Brandenburg               | Matthias Platzeck (SPD) (2009–2013) Dietmar Woidke (SPD) (2013–2014) | SPD (31), Linke (26) | 57 / 88 zetels  |
| 2014–2019  | Brandenburg               | Dietmar Woidke (SPD)                                                 | SPD (30), Linke (17) | 47 / 88 zetels  |
| sinds 2021 | Mecklenburg-Voor-Pommeren | Manuela Schwesig (SPD)                                               | SPD (34), Linke (9)  | 43 / 79 zetels  |

## Oostenrijk
In Oostenrijk is het theoretisch mogelijk om een coalitie te vormen met de sociaaldemocratische SPÖ en de communistische KPÖ.  Sinds 1959 is de KPÖ niet meer in de Nationale Raad vertegenwoordigd. Overigens is men bij de SPÖ soms sceptisch over samenwerking met de extreemlinkse KPÖ. 
In 2005 en 2019 lukte het de KPÖ om bij de deelstaatverkiezingen in Stiermarken zetels te behalen door de kiesdrempel van 5% te halen. Er werd geen coalitie met de KPÖ gevormd. 
Tot ieders verrassing werd bij de gemeenteraadsverkiezingen 2021 in Graz de KPÖ de grootste partij. Hierbij behaalde het 28,8 procent van de stemmen. Elke Kahr werd de eerste KPÖ-burgemeester van een Oostenrijkse deelstaathoofdstad. Er werden coalitieonderhandelingen gevoerd tot het smeden van een rood-rood-groene coalitie. Dat is voor de eerste keer in Oostenrijk. In november werd het coalitieverdrag gesloten.